# 上条村 (新潟県北魚沼郡)
上条村（かみじょうむら）は、かつて新潟県北魚沼郡にあった村。

## 沿革
- 1889年（明治22年）4月1日 - 町村制施行に伴い北魚沼郡西名村、渋川村、上長鳥新田、長鳥村、東野名村、宮椿新田、西名新田、福山新田が合併し、上条村が発足。
- 1901年（明治34年）11月1日 - 北魚沼郡高倉村と合併して、上条村を新設。
- 1956年（昭和31年）9月30日 - 北魚沼郡須原村と合併し、守門村となり消滅。